# Ctenodiscus crispatus
Ctenodiscus crispatus is een kamster uit de familie Ctenodiscidae.
De wetenschappelijke naam van de soort werd in 1805 gepubliceerd door Anders Jahan Retzius.